# Peter Obi

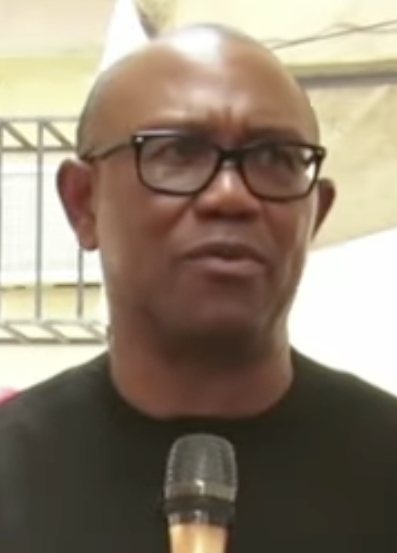
Peter Obi

Peter Gregory Obi (* 19. Juli 1961 in Onitsha) ist ein nigerianischer Geschäftsmann und Politiker (Labour Party). Er war Kandidat seiner Partei für das Amt des nigerianischen Präsidenten bei den Präsidentschaftswahlen 2023. Obi amtierte von März bis November 2006, von Februar bis Mai 2007 und von Juni 2007 bis März 2014 als Gouverneur des Bundesstaates Anambra. Im Mai 2022 wurde er Kandidat der Labour Party für das Amt des nigerianischen Präsidenten bei den Präsidentschaftswahlen, nachdem er von der People’s Democratic Party (PDP) übergelaufen war. Obis Präsidentschaftskampagne zeichnet sich durch die Unterstützung vieler junger Nigerianer aus, die den Spitznamen „Obi-Dients“ erhielten.
Obi kandidierte 2003 als Mitglied der All Progressives Grand Alliance für das Amt des Gouverneurs, doch sein Hauptgegner wurde unrechtmäßig zum Sieger erklärt. Nach drei Jahren juristischer Auseinandersetzungen wurde Obi 2006 zum Sieger erklärt und trat sein Amt im März 2006 an. Im November desselben Jahres wurde gegen ihn ein Amtsenthebungsverfahren eingeleitet, das jedoch aufgehoben wurde, und er kehrte im Februar des folgenden Jahres ins Amt zurück. Bei den Gouverneurswahlen im Bundesstaat Anambra im Jahr 2007 wurde Obi abgesetzt, und die Justiz griff erneut ein und entschied, dass er eine volle vierjährige Amtszeit absolvieren dürfe. Im Jahr 2010 wurde er für eine zweite Amtszeit wiedergewählt. Obis Amtszeit war durch Verbesserungen in den Bereichen Staatsfinanzen, Bildung und Gesundheitswesen gekennzeichnet.

## Jugend und Ausbildung
Peter Obi wurde am 19. Juli 1961 in Onitsha, Anambra State, geboren. Er besuchte das Christ the King College, Onitsha, wo er seinen Sekundarschulabschluss machte. 1980 wurde er an der University of Nigeria zugelassen, die er 1984 mit einem B. A. (Hons) in Philosophie abschloss.
Peter Obi besuchte die Lagos Business School, wo er das Chief Executive Program absolvierte, die Harvard Business School, wo er zwei wichtige Programme absolvierte, die London School of Economics, die Columbia Business School, und das International Institute for Management Development, wo er Zertifikate im Senior Executive Program und im Chief Executive Officer Program erhielt. Er besuchte auch die Kellogg School of Management der Northwestern University, die Saïd Business School der Oxford University und die Judge Business School der Cambridge University.

## Vor dem Einstieg in die Politik
Obi war Geschäftsmann, bevor er sich in die Politik wagte. Nach eigenen Angaben begann Obi sein Leben als Händler, da er in eine Händlerfamilie hineingeboren wurde, bevor er sich in die Unternehmenswelt wagte. Er bekleidete Führungspositionen in einigen privaten Unternehmen.
Einige der Unternehmen, für die er tätig war, sind: Next International Nigeria Ltd, Vorsitzender und Direktor der Guardian Express Mortgage Bank Ltd, Guardian Express Bank Plc, Future View Securities Ltd, Paymaster Nigeria Ltd, Chams Nigeria Ltd, Data Corp Ltd und Card Centre Ltd. Er war der jüngste Vorsitzende der Fidelity Bank Plc.

## Amtszeit als Gouverneur und Vizepräsidentschaftskandidatur

### Erste Amtszeit
Peter Obi trat bei den Gouverneurswahlen im Bundesstaat Anambra im Jahr 2003 als Kandidat der Partei All Progressives Grand Alliance (APGA) an, doch wurde sein Gegenkandidat, Chris Ngige von der People’s Democratic Party, von der Independent National Electoral Commission (INEC) zum Sieger erklärt. Nach einem fast dreijährigen Rechtsstreit wurde der Sieg von Ngige am 15. März 2006 vom Berufungsgericht aufgehoben. Obi trat sein Amt am 17. März 2006 an. Am 2. November 2006 wurde er nach sieben Monaten im Amt vom Parlament des Bundesstaates angeklagt und am nächsten Tag durch seine Stellvertreterin Virginia Etiaba ersetzt, die damit die erste weibliche Gouverneurin in der Geschichte Nigerias wurde. Obi focht seine Amtsenthebung erfolgreich an und wurde am 9. Februar 2007 vom Berufungsgericht in Enugu wieder als Gouverneur eingesetzt. Etiaba übergab ihm nach dem Gerichtsurteil die Macht zurück.
Peter Obi verließ sein Amt erneut am 29. Mai 2007 nach den Parlamentswahlen, aus denen Andy Uba als Sieger hervorging. Obi wandte sich erneut an die Gerichte, diesmal mit der Begründung, dass die vierjährige Amtszeit, die er bei den Wahlen 2003 gewonnen hatte, erst mit seinem Amtsantritt im März 2006 begann. Am 14. Juni 2007 gab der Oberste Gerichtshof von Nigeria Obi Recht und setzte ihn wieder ins Amt ein. Damit endete abrupt die Amtszeit von Obis Nachfolger Andy Uba, dessen Wahl am 14. April 2007 vom Obersten Gerichtshof mit der Begründung für ungültig erklärt wurde, dass Obis vierjährige Amtszeit bis März 2010 hätte unangetastet bleiben müssen.

### Zweite Amtszeit
Am 7. Februar 2010 erklärte die Unabhängige Nationale Wahlkommission (INEC) Peter Obi zum Sieger der Gouverneurswahlen im Bundesstaat Anambra 2010, bei denen er Professor Charles Chukwuma Soludo, den ehemaligen Gouverneur der CBN, besiegte. Durch diesen Wahlsieg wurde Gouverneur Obi für weitere vier Jahre zum Gouverneur des Bundesstaates Anambra ernannt.
Am 17. März 2014 beendete Peter Obi seine zweite Amtszeit und übergab das Gouverneursamt an Willie Obiano. Seine Amtszeit blieb den Bürgern des Bundesstaates Anambra in guter Erinnerung. Da er den Ruf einer redlichen Regierungsführung erlangt hatte, wurde er zu einem landesweit bekannten Politiker. 2014 trat er zur Peoples Democratic Party über.
Nach den Parlamentswahlen 2015 ernannte Präsident Goodluck Jonathan Peter Obi zum Vorsitzenden der nigerianischen Sicherheits- und Börsenkommission (SEC).

### Präsidentschaftswahlen 2019
Am 12. Oktober 2018 wurde Peter Obi als Vizepräsidentschaftskandidat von Atiku Abubakar, dem Präsidentschaftskandidaten der Peoples Democratic Party, für die Präsidentschaftswahlen 2019 nominiert. Als Kandidat für das Amt des Vizepräsidenten sprach sich Obi gegen Vorschläge für einen einheitlichen nationalen Mindestlohn aus und argumentierte, dass die einzelnen Bundesstaaten unterschiedliche Mindestlöhne haben sollten. Als einziger aussichtsreicher Gegenkandidat unterlag Abubakar bei der Wahl dem Amtsinhaber Muhammadu Buhari.

## Präsidentschaftskandidatur 2023
Am 24. März 2022 erklärte Peter Obi seine Absicht, auf der Plattform der Peoples Democratic Party 2023 für das Amt des nigerianischen Präsidenten zu kandidieren, zog seine Kandidatur jedoch später zurück und kündigte an, er werde stattdessen auf der Plattform der Labour Party kandidieren. Nach Angaben der Peoples Gazette schrieb Peter Obi am 24. Mai an die Führung der Peoples Democratic Party, um seine Mitgliedschaft aufzugeben. Obi beschwerte sich angeblich über massive Bestechung von Delegierten und Stimmenkauf bei den Vorwahlen der Partei und gab an, dass eine Parteiclique gegen ihn kollaboriert habe.
Obis geschäftlicher Hintergrund und sein Status als wichtiger Kandidat, der keiner der beiden großen nigerianischen Parteien angehört, hat Vergleiche mit Emmanuel Macrons erfolgreicher französischer Präsidentschaftskandidatur im Jahr 2017 aufkommen lassen. Obi hat seine Bewunderung für Macron zum Ausdruck gebracht und gehörte zu den Beamten, die Macron bei seinem Besuch in Lagos empfingen.

### Politische Unterstützung
Die jüngere Generation unter 30 Jahren gehörte zu den größten Unterstützern Obis und zeigte ihre Unterstützung über die sozialen Medien sowie bei Protesten und Straßenmärschen. Aisha Yesufu, eine prominente Aktivistin, die als Mitbegründerin der #BringBackOurGirls-Bewegung und Unterstützerin der End SARS-Kampagne bekannt ist, unterstützte Obi in ihrer allerersten Unterstützung für einen Präsidentschaftskandidaten.
Junge Unterstützer von Obis Kampagne haben den Spitznamen „Obi-Dients“ erhalten. In einem Artikel in Business Day wurde behauptet, dass:
„[Die Obi-Dients] fühlen sich von Peter Obis Ideologie der Sparsamkeit, der wirtschaftlichen Produktion anstelle von ostentativem Konsum und Verschwendung sowie der ressourcenschonenden Verwaltung und Investition in Schlüsselsektoren für Wirtschaftswachstum und Entwicklung angezogen.“
Kommentatoren haben argumentiert, dass Obis Kandidatur als dritte Partei junge Wähler anspricht, die mit den beiden großen Parteien unzufrieden sind, was zur „größten politischen Bewegung in der jüngeren nigerianischen Geschichte“ geführt hat. Mit seiner Kernbotschaft der Sparsamkeit und Verantwortlichkeit ist es Obi gelungen, die Unterstützung der Wähler für seine zuvor weitgehend unbekannte Arbeitspartei zu gewinnen und sie zu einer starken dritten Kraft gegen zwei politische Schwergewichte zu machen. Vor dem offiziellen Beginn des Wahlkampfs veranstalteten Obis Anhänger eine Reihe von „One Million Man Marches“ in mehreren nigerianischen Städten, darunter Makurdi, Calabar, Lafia, Port Harcourt, Afikpo, Owerri, Enugu, Auchi, Abuja, Kano, Ilorin, Abakaliki und Ibadan. Die Märsche waren nicht Teil der offiziellen Kampagnen, da sie von freiwilligen Obi-Anhängern und nicht von Obis internem Team oder seiner politischen Partei durchgeführt wurden. Die Beteiligung daran war groß.

### Auswahl des „Running mate“
Der Arzt Doyin Okupe diente zunächst als vorläufiger Vizepräsidentschaftskandidat von Obi, bis ein ernsthafter Kandidat ausgewählt werden konnte. Im Vorfeld der endgültigen Auswahl eines Vizepräsidenten berichteten die Medien, dass es Bemühungen gab, den ehemaligen Senator Shehu Sani aus dem Bundesstaat Kaduna als Obis Vizepräsidentschaftskandidaten einzusetzen.
Am 8. Juli 2022 stellte Obi seinen Kandidaten, Senator Yusuf Datti Baba-Ahmed, vor. Zu seiner Wahl des Vizepräsidentschaftskandidaten äußerte er sich wie folgt:
„Es ist unser Recht, Nigeria zu sichern, zu vereinen und produktiv zu machen. Und das geht nur mit Menschen, die ähnliche Visionen und Ideen haben und für die Aufgabe bereit sind. Daher habe ich heute die Ehre, Ihnen, so Gott will, Nigerias nächsten Vizepräsidenten in der Person von Senator Yusuf Datti Baba-Ahmed vorzustellen.“

### Politische Positionen

#### Nationale Sicherheit
Als Kandidat hat Obi öffentlich gefordert, dass die Bundesregierung die Verantwortlichen für die Finanzierung des Terrorismus und des Öldiebstahls in Nigeria benennt. Im Jahr 2020 brachte Obi seine Unterstützung für die soziale Bewegung End SARS gegen Polizeibrutalität zum Ausdruck.

#### Frauenthemen
Obi hat erklärt, dass er glaubt, dass Frauen in öffentlichen Ämtern weniger anfällig für Korruption sind als Männer, und gibt an, dass sein Gouverneurspersonal überwiegend aus Frauen bestand. Im Fall seiner Wahl möchte er „35–40 %“ der Ministerposten Frauen anvertrauen.
Obi setzt sich dafür ein, das Amt der First Lady von Nigeria abzuschaffen: „Nicht meine Frau wurde gewählt, sondern ich selbst. Das Ministerium für Frauenangelegenheiten reicht aus, um sich um Frauen zu kümmern.“ Zum Internationalen Afrikanischen Frauentag erklärte Obi: „In Nigeria setzen wir uns für eine immer stärkere Beteiligung der Frauen an der Führung, am Aufbau der Nation und der Gesellschaft ein, was mit einer uneingeschränkten sozialen Integration, der Einbeziehung der Geschlechter und der Stärkung der Rolle der Frau beginnt.“

## Pandora Papers
Im Zuge der Veröffentlichung der Pandora Papers berichtete die Premium Times über Obis Beteiligung an Offshore-Firmen in Steuerparadiesen wie den Britischen Jungferninseln und Barbados. Obi hatte offenbar in den 1990er Jahren Briefkastenfirmen gegründet, wobei die in Barbados ansässige Beauchamp Investments Limited und die im Vereinigten Königreich ansässige Next International (UK) Limited mit Obi und seiner Familie in Verbindung gebracht wurden. Das war, bevor er in Nigeria ein politisches Amt bekleidete. Aus weiteren Berichten geht hervor, dass Obi im Jahr 2010 von Access International bei der Gründung und Verwaltung von Gabriella Investments Limited, einer nach Obis Tochter benannten Gesellschaft auf den Britischen Jungferninseln, unterstützt wurde. Einer der Direktoren war auch Direktor einer in Belize ansässigen Briefkastenfirma, die 50.000 Aktien von Gabriella Investments erhielt. Im Jahr 2017 reorganisierte Obi das Unternehmen unter dem Namen PMGG Investments Limited und gründete eine Treuhandgesellschaft mit dem Namen The Gabriella Settlement, die alleiniger Anteilseigner von PMGG Investments Limited wurde. Zu diesem Zeitpunkt hatte Obi kein politisches Amt inne.
Dem Bericht der Premium Times zufolge hat Obi durch seine Geschäfte mehrere Gesetze gebrochen. Erstens sei Obi während seiner Amtszeit als Gouverneur des Bundesstaates Anambra weiterhin Direktor von Next International (UK) Limited gewesen, was einen direkten Verstoß gegen den Verhaltenskodex und das Gerichtsgesetz darstelle. Obi bezeichnete diese Behauptung jedoch in einem Interview mit Arise News als irreführend und falsch und erklärte, er sei vor seinem Amtsantritt als Gouverneur des Bundesstaates Anambra von allen Unternehmen zurückgetreten. Zweitens wurde in dem Bericht behauptet, Obi habe durch die Nichtangabe seiner Offshore-Firmen gegen die Bestimmungen der nigerianischen Verfassung verstoßen, wonach Amtsträger alle ihre Besitztümer, Vermögenswerte und Verbindlichkeiten angeben müssen.
Wenige Tage nach dem Bericht reagierte Obi mit der Behauptung, er habe keine Gesetze gebrochen, und stellte klar, dass das Geld auf den Konten aus seiner Zeit als Geschäftsmann stamme. Das EFCC lud ihn später im Oktober 2021 zur Befragung ein, nachdem Buhari alle Antikorruptionsbehörden angewiesen hatte, gegen die in den Leaks genannten Personen zu ermitteln. Es wurde jedoch nie ein Strafverfahren gegen Obi eingeleitet.

## Persönliches
Obi ist Katholik und gehört zur Ethnie der Igbo. Er heiratete 1992 Margaret Brownson Obi (geb. Usen). Sie haben zwei gemeinsame Kinder, den Sohn Oseloka und die Tochter Gabriella.

## Bedeutung
Im Falle seiner Wahl zum Präsidenten 2023 wäre Obi der erste nigerianische Präsident, der der seit dem Biafrakrieg unterprivilegierten Igbo-Ethnie entstammt. Dass ein Igbo-Kandidat auch außerhalb des Igbo-Gebietes (wie in Nassarawa oder Kaduna) Millionenmärsche mobilisieren kann, hätte noch 2021 kaum als möglich gegolten. Dies könnte ein Hinweis darauf sein, dass von vielen Nigerianern die ethnische Herkunft eines Kandidaten nicht mehr als hauptsächliches Beurteilungskriterium gesehen wird. Es wäre, ungeachtet Obis Qualifikation als Kandidat, vermutlich ein wichtiger Schritt zur Verheilung der Wunden, die der Biafrakrieg – eine der schlimmsten humanitären Katastrophen der Geschichte – vor über 50 Jahren hinterlassen hat.